# Le Mélodrame
Le Mélodrame est un tableau du peintre réaliste français Honoré Daumier. Il est daté d'environ 1860 et il s'agit d'une huile sur toile mesurant 97,5 x 90,4 cm. Il est conservé dans la Neue Pinakothek de Munich, en Allemagne.

## Description
Daumier, grand amateur de théâtre, est considéré comme le premier peintre ayant représenté ce spectacle en peinture, avant même Toulouse-Lautrec et Degas. Dans cette œuvre, il prétend refléter, plus que la scène se déroulant au fond, davantage la réaction du public, excité, tendu, incapable de distinguer la réalité de la fiction.
La scène de l'œuvre théâtrale est celle où un assassin désigne un mort à une femme, habillée de blanc, et qui s'arrache les cheveux. Elle est fortement illuminée par des jeux de lumière, en un intense clair-obscur. La scène contraste fortement avec la masse compacte et sombre que forme le public dans la salle, où apparaissent quelques silhouettes profilées et où l'on distingue quelques visages, à la faveur d'une lumière fantasmagorique.